# Периша Пешукић
Периша Пешукић (Подгорица, 7. децембар 1997) црногорски је фудбалер, који игра на позицији десног бека.

## Каријера
Пешукић је каријеру почео у Зети из Голубоваца за чији први тим је дебитовао у јесењем делу шампионата 2014/15. Током сезоне 2016/17. је био на позајмици у црногорском друголигашу Братство Цијевна. У првом тиму Зете се усталио у сезони 2017/18. када је одиграо 29 првенствених утакмица. У лето 2018. године се прикључио екипи Рудара из Пљеваља, за чији први тим је одиграо 17 првенствених утакмица током јесењег дела сезоне 2018/19. Крајем децембра 2018. године је потписао уговор са екипом Будућности из Подгорице. Са подгоричким клубом је одиграо 16 мечева током пролећног дела шампионата, а на крају сезоне је освојио Куп Црне Горе.
У јуну 2019. године је потписао уговор са Партизаном. Током јесењег дела сезоне 2019/20. је само на једној од 20 лигашких утакмица био у протоколу, док на преосталих 19 није био у конкуренцији. Једина два меча на којима је играо су са Радом у лиги и Водојажом у купу (оба пута по 90 минута). У јануару 2020. се вратио у Будућност, на шестомесечну позајмицу. Након истека позајмице се вратио у Партизан. Није провео ни минут на терену током првог дела сезоне 2020/21, па је у јануару 2021. прослеђен на позајмицу Нови Пазар до краја сезоне. У јуну 2021. је споразумно раскинуо уговор са Партизаном. Након пола године без клупског ангажмана, Пешукић је у децембру 2021. потписао за Искру из Даниловграда. У јуну 2022. се вратио у Нови Пазар, потписавши уговор за такмичарску 2022/23. У јулу 2023. потписао је уговор са јерменским шампионом Урартуом.

## Трофеји

### Будућност
- Куп Црне Горе (1) : 2018/19.